# Champion Allison
Champion Allison (* 5. November 1998 in Houston, Texas) ist ein US-amerikanischer Leichtathlet, der sich auf den Sprint spezialisiert hat. Seinen größten sportlichen Erfolg feierte er im Jahr 2022 mit dem Gewinn der Goldmedaille in der 4-mal-400-Meter-Staffel bei den Weltmeisterschaften in Eugene.

## Sportliche Laufbahn
Erste Erfahrungen bei internationalen Meisterschaften sammelte Champion Allison im Jahr 2016, als er bei den U20-Weltmeisterschaften in Bydgoszcz mit der US-amerikanischen 4-mal-400-Meter-Staffel in 3:02,39 min die Goldmedaille gewann. 2017 begann er ein Studium an der University of Alabama und besucht seit 2021 die University of Florida. 2022 wurde er NCAA-Collegemeister in der 4-mal-400-Meter-Staffel und er qualifizierte sich im 400-Meter-Lauf für die Weltmeisterschaften in Eugene und belegte dort mit 44,77 s im Finale den vierten Platz. Zudem siegte er mit der Staffel in 2:56,17 min gemeinsam mit Elija Godwin, Michael Norman und Bryce Deadmon. 

## Persönliche Bestzeiten
- 400 Meter: 43,70 s, 25. Juni 2022 in Eugene
  - 400 Meter (Halle): 45,04 s, 26. Februar 2022 in College Station